# Pełczyce (gmina)
Pełczyce – gmina miejsko-wiejska w południowej części województwa zachodniopomorskiego, w powiecie choszczeńskim, położona na Pojezierzu Choszczeńskim (na terenie gminy znajduje się m.in. Jezioro Przekoleńskie) i Pojezierzu Myśliborskim. Siedzibą gminy jest miasto Pełczyce.
Według danych z 31 grudnia 2016 r. gmina miała 7935 mieszkańców. Natomiast według danych z 31 grudnia 2017 roku gminę zamieszkiwało 7858 osób.
Gmina stanowi 15,1% powierzchni powiatu.

## Położenie
Gmina znajduje się w południowej części województwa zachodniopomorskiego, w zachodniej części powiatu choszczeńskiego.
Gmina leży na pojezierzach: Choszczeńskim i Myśliborskim. Północno-zachodni fragment gminy zajmuje Barlinecko-Gorzowski Park Krajobrazowy.
Przez granicę z gminą Barlinek przepływa rzeka Płonia, a z gminą Choszczno Mała Ina. Obie są dostępne dla kajaków. Na południe od Pełczyc znajduje się duże jezioro Pełcz.
Tereny leśne zajmują 19% powierzchni gminy, a użytki rolne 70%.
Sąsiednie gminy:
- Choszczno i Krzęcin (powiat choszczeński)
- Barlinek (powiat myśliborski)
- Dolice (powiat stargardzki)
- Strzelce Krajeńskie (powiat strzelecko-drezdenecki) w województwie lubuskim

Do 31 grudnia 1998 r. wchodziła w skład województwa gorzowskiego.

## Gospodarka
W 2013 r. ustanowiono podstrefę Pełczyce – Kostrzyńsko-Słubickiej Specjalnej Strefy Ekonomicznej, która obejmuje kompleks o łącznej powierzchni 23,14 ha, w granicach miasta (jego południowym obszarze). Przedsiębiorcy podejmujący działalność gospodarczą na terenie podstrefy mogą skorzystać ze zwolnienia z części podatku dochodowego CIT lub części dwuletnich kosztów pracy.

## Demografia
Dane z 30 czerwca 2008:
| Opis      | Ogółem | Ogółem | Kobiety | Kobiety | Mężczyźni | Mężczyźni |
| --------- | ------ | ------ | ------- | ------- | --------- | --------- |
| jednostka | osób   | %      | osób    | %       | osób      | %         |
| populacja | 8.016  | 100    | 3.995   | 49,8    | 4.021     | 50,2      |

Gminę zamieszkuje 16,1% ludności powiatu.

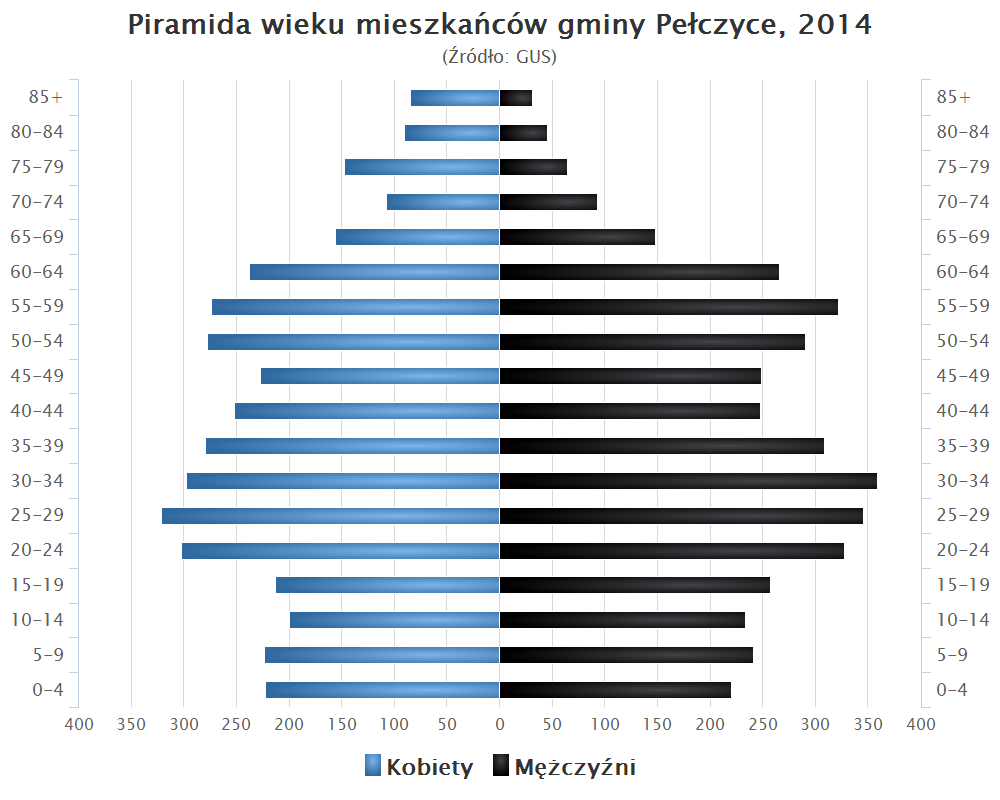
Piramida wieku mieszkańców gminy Pełczyce w 2014 roku

## Zabytki i atrakcje turystyczne
- Kościół pocysterski w Pełczycach z 1. poł XIV wieku
- Plebania w Pełczycach z XIX wieku
- Szkoła podstawowa w Pełczycach z pocz. XX wieku
- Kościół  filialny z XV wieku w Będargowie
- Kościół filialny z XV wieku w Boguszynach
- Kościół filialny z XIX wieku, brama ogrodzenia kościoła z XIX w. oraz dwór z początku XX w. w Bolewicach
- Kościół filialny XIII-wieczny w Chrapowie
- Kościół filialny XVIII-wieczny; zespół pałacowy z XIX wieku; gołębnik podworski z XIX w.; obora podworska XIX w. w Jagowie
- Kościół filialny z 1853 r.; kaplica cmentarna z XX wieku; szkoła z XX w.; stodoła XIX wieku w Jarosławsku
- Kościół filialny z przełomu XVIII/XIX wieku oraz dwór XIX-wieczny w Krzynkach
- Pałac XIX-wieczny oraz kościół filialny XVIII w. w Lubianie
- Spichlerz podworski 1928 r. w Nadarzynie
- Kościół filialny XVIII-wieczny i dwór XX-wieczny w Niesporowicach
- Kościół filialny XVIII-wieczny; pałac; stodoła; budynek gospodarczy z XIX wieku w Płotnie
- Kościół z XIII wieku; kaplica cmentarna; pałac; spichlerz podworski; obora podworska z XIX w. w Przekolnie
- Kościół filialny z XVIII wieku; pałac; brama wjazdowa murowana; oficyna pałacowa z XIX w. w Sarniku
- Dwór z początku XIX w. oraz zabytkowe budynki mieszkalne w Wierzchnie

## Administracja i samorząd
W 2016 r. wykonane wydatki budżetu gminy Pełczyce wynosiły 30,4 mln zł, a dochody budżetu 32,2 mln zł. Zobowiązania samorządu (dług publiczny) według stanu na koniec 2016 r. wynosiły 20,4 mln zł, co stanowiło 63,5% poziomu dochodów.
Gmina Pełczyce posiada 19 sołectw – najwięcej w powiecie.
Sołectwa: Będargowo, Boguszyny, Bolewice, Brzyczno, Bukwica, Chrapowo, Jagów, Jarosławsko, Krzynki, Lubiana, Lubianka, Ługowo, Łyskowo, Nadarzyn, Niesporowice, Płotno, Przekolno, Sarnik i Trzęsacz

## Miejscowości
- Miasto:

Pełczyce
- Wsie:

Będargowo, Boguszyny, Bolewice, Brzyczno, Bukwica, Chrapowo, Jagów, Jarosławsko, Krzynki, Lubiana, Lubianka, Ługowo, Łyskowo, Nadarzyn, Niesporowice, Płotno, Przekolno, Sarnik i Trzęsacz
- Osady:

Będargowiec, Kępiniec i Wierzchno
- Kolonie:

Golejewo, Puszczyn i Trynno
- Leśniczówka:

Sułkowo
- Gajówka:

Przyłęki
- Nieistniejące miejscowości:

Dolne i Dubielewo

## Komunikacja

### Transport drogowy
Przez gminę Pełczyce prowadzi droga wojewódzka nr 151 łącząca miasto z Barlinkiem (8 km) i Choszcznem (20 km).

### Transport kolejowy
Pełczyce uzyskały połączenie kolejowe w 1898 r. po wybudowaniu linii z Choszczna przez Lubianę do Barlinka. Cztery lata później otwarto linię z Lubiany do Strzelec Krajeńskich. W 1961 r. linia ta została rozebrana. W 1991 r. zamknięta została linia Choszczno-Barlinek.

### Poczta
W gminie czynne są 2 urzędy pocztowe: Płotno (nr 73-236) i Pełczyce (nr 73-260).

## Infrastruktura techniczna
Nadajniki radiowe
- wieża Pełczyce, ul.Pełczyk – Radio Maryja (107,2 MHz)